# Thomas Jefferson Rusk
Thomas Jefferson Rusk (Pendleton, 1803. december 5. – Nacogdoches, 1857. július 29.) az Amerikai Egyesült Államok szenátora (Texas, 1846–1857).